# Dick McGuire
Richard Joseph "Dick" McGuire (25 de enero de 1926 – 3 de febrero de 2010) fue un jugador y entrenador de baloncesto estadounidense que jugó durante 11 temporadas en la NBA. Con 1,81 metros de altura jugaba en la posición de Base. Posteriormente a su carrera de jugador, fue entrenador durante 7 temporadas. Era hermano del también jugador y entrenador Al McGuire.

## Trayectoria deportiva

### Universidad
Jugó durante 4 temporadas con los Red Storm de la Universidad de St. John's, estando tras su primera temporada dos años en el servicio militar. En total promedió 9,6 puntos en 84 partidos. Fue transferido a Dartmouth en el programa de entrenamiento de guerra "V-12" y condujo al Big Green a la final de la NCAA de 1944.

### Profesional
Fue elegido en la séptima posición del 1949 por New York Knicks, donde permaneció durante 8 temporadas, mostrándose como uno de los mejores pasadores de su época. Salvo en una temporada, en las demás siempre apareció entre los 6 mejores repartidores de asistencias de la liga. Tras ese periodo de tiempo fichó por Detroit Pistons, donde mantuvo un buen nivel de juego en los tres años que permaneció allí. Se retiró con 34 años, promediando en total 8,0 puntos, 5,7 asistencias y 4,2 reboptes por partido.

### Entrenador
En la temporada 1959-60, su último año como jugador, asumió también el puesto de entrenador de los Pistons, que ocuparía durante 3 temporadas más, logrando clasificar a su equipo siempre para los playoffs. Tras un parón de dos años regresó a los banquillos en 1965 para entrenar curiosamente a su otro equipo como jugador, los New York Knicks, puesto que ocupó durante 2 temporadas y media, hasta ser destituido en 1968.